# Bouches-du-Rhône
Bouches-du-Rhône („ústí Rhôny“) je francouzský departement ležící v regionu Provence-Alpes-Côte d'Azur. Hraničí s departementy Gard na západě, Vaucluse na severu, Var na východě a se Lvím zálivem Středozemního moře na jihu. Hlavní město je Marseille.

## Geografie

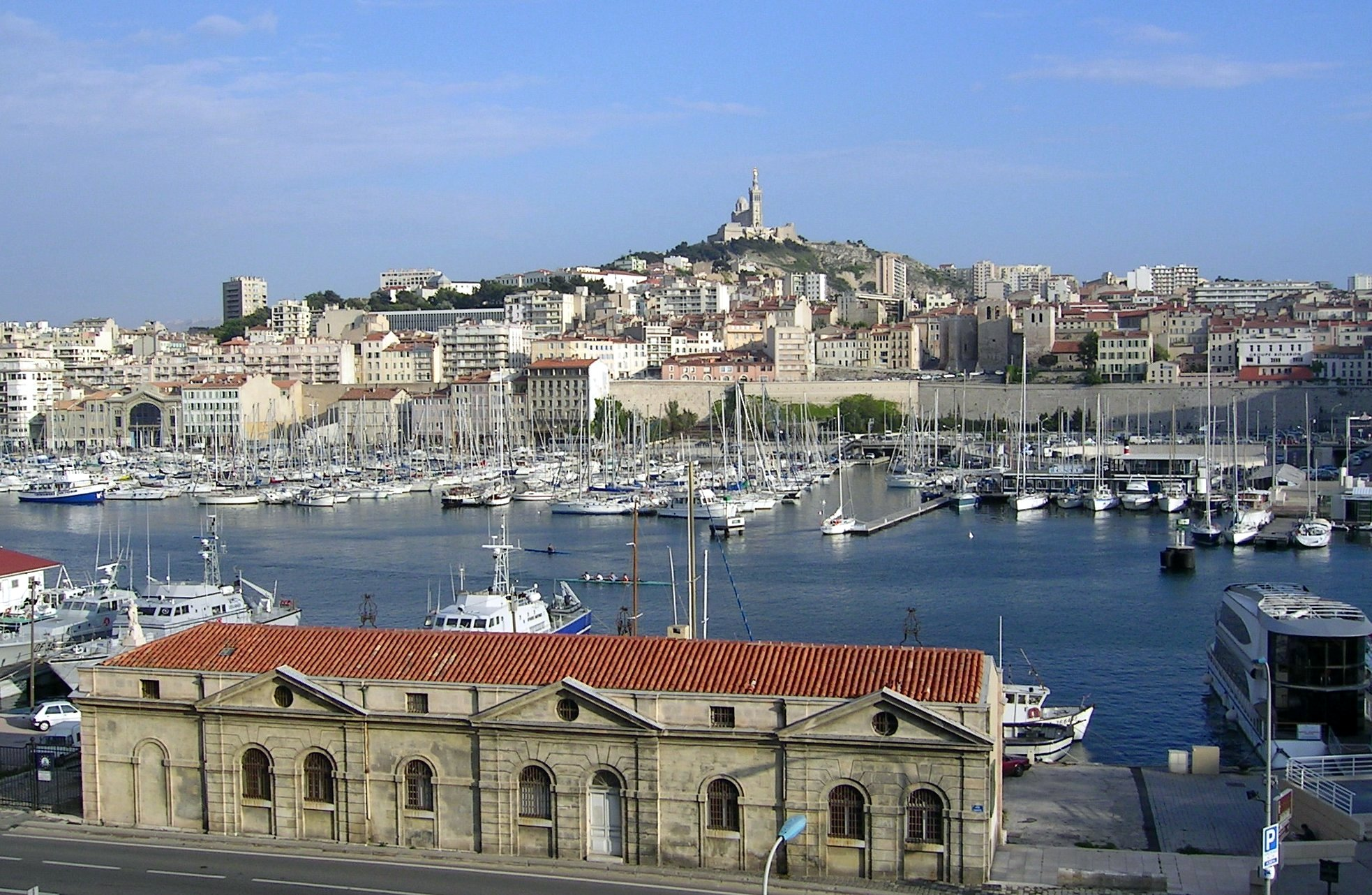
Přístav v Marseille

## Historie
Bouches-du-Rhône je jedním z 83 departementů vytvořených během Francouzské revoluce 4. března 1790 aplikací zákona z 22. prosince 1789.

## Nejvýznamnější města
- Marseille
- Salon de Provence
- Aix-en-Provence
- Aubagne
- Arles
- Cassis
- Fos-sur-Mer
- Istres
- La Ciotat
- Martigues